# モリス・チャン
モリス・チャン（Morris Chang）こと張忠謀（ちょう ちゅうぼう、1931年7月10日 - ）は、中華民国の実業家である。世界初で世界最大の半導体製造ファウンドリであるTSMC（台湾セミコンダクター・マニュファクチャリング）の創業者であり、元会長兼CEOである。台湾の半導体産業の創始者として知られている。

## 生涯
張は浙江省寧波市に生まれた。若い頃は、小説家かジャーナリストを志望していたが、鄞州政府の役人だった父親の説得で、それを諦めた。国共内戦中で中華人民共和国が成立する1年前の1948年、張は香港に移住した。
その翌年にアメリカ合衆国に渡りハーバード大学に入学した。2年生の時にマサチューセッツ工科大学(MIT)に編入し、1952年にMITで機械工学の学士号、1953年に修士号を取得した。1955年、Ph.D.を取得せずにMITを卒業し、当時シルバニア・エレクトリック・プロダクツの半導体部門だったシルバニア・セミコンダクタに採用された。その3年後の1958年に、当時急成長していたテキサス・インスツルメンツ(TI)に転職した。その3年後、彼は同社のエンジニアリング部門のマネージャーに昇進した。1964年にスタンフォード大学で電気工学のPh.D.を取得した。
テキサス・インスツルメンツでの25年のキャリア（1958 - 1983年）の間に、TIの世界的な半導体事業を担当するグループ・ヴァイス・プレジデントまで昇進した。ライバルとなるSMICの創業者の張汝京はTIで当時部下だった。その後、TIを退職し、ジェネラル・インストゥルメントの社長兼CEOに就任した（1984年 - 1985年）。
張は1985年にジェネラル・インストゥルメントを退職した後、中華民国の政治家孫運璿に招聘されて工業技術研究院(ITRI)の董事長兼院長に就任し、国営の非営利団体の代表として、台湾の産業と技術の発展を促進する役割を担った。
張は1987年にTSMCを設立した。これ以降、製造能力をアジアにアウトソーシングすることに価値を見出す企業が増えるようになった。間もなく、TSMCは世界で最も収益性の高い半導体メーカーの一つとなった。張は1994年にITRIの職を辞し、1994年から2003年までヴァンガード・インターナショナル・セミコンダクタの会長に就任し、同時にTSMCの会長を務めた。2005年、TSMCのCEOの地位を蔡力行（リック・ツァイ）に譲った。
2009年6月、張はTSMCのCEOに復帰した。2018年6月5日、張は退任を発表し、CEOに魏哲家(C.C.Wei)、会長に劉徳音(Mark Liu)が就任した。張は2018年9月に卿雲勲章一等特種大綬を受章した。
2018年、張は中華民国のAPEC総統特使に任命された。張の任期は2回目で、最初の任期は2006年だった。2022年のAPECでは、中華民国と緊張関係が続く中華人民共和国の習近平党総書記（国家主席）と接触して第20回党大会の成功への祝意を伝えて私的な会話を交わしており、このことに関しては総統府での記者会見で蔡英文総統ではなく、自らの判断で行ったと述べた。

## 家族
現在の妻・張淑芬（ソフィー・チャン）は、鴻海精密工業の創業者である郭台銘（テリー・ゴウ）の従兄弟であり、彼女との間には2人の娘がいる。

## エピソード
- TSMCと関わりが深いNVIDIAの創業者であるジェンスン・フアンと交流があり、かつてTSMCのCEOを打診するも断られたことが自伝に記されている[18]。
- Appleとの関係は、妻の従兄弟でApple製品の組み立てをフォックスコンで請け負っていたテリー・ゴウが張の家での夕食にAppleのCOOのジェフ・ウィリアムズ（英語版）を招いたことがきっかけと自伝で語られている[19]。

## 賞と栄誉
- 1999年 - Fabless Semiconductor Association（現 Global Semiconductor Alliance） 模範的リーダーシップ賞 - この賞の最初の受賞者であり、現在は彼の名前を冠した「モリス・チャン博士模範的リーダーシップ賞」という名前になっている[20]。
- 2000年 - IEEEロバート・ノイス・メダル マイクロエレクトロニクス産業への特別な貢献に対して[21]
- 2005年 - 日経アジア賞[22]
- 2007年 - コンピュータ歴史博物館フェロー（コンピュータの殿堂）「独立した半導体製造ファウンドリの開発により、半導体を使用したデバイスやシステムの生産を飛躍的に加速させたことに対して」[23]
- 2011年 - IEEE栄誉賞[24]
- 2018年 - 卿雲勲章（英語版）一等特種大綬[25]

- 国立政治大学 名誉博士[26]
- 2013年 - 亜洲大学 名誉博士[27]